# Sicsiacsuang–Csinan nagysebességű vasútvonal
A Sicsiacsuang–Csinan nagysebességű vasútvonal (egyszerűsített kínai írással: 石济客运专线; tradicionális kínai írással: 石濟客運專線) egy nagysebességű vasútvonal Kínában Sicsiacsuang és Csinan között. A kétvágányú, 25 kV 50 Hz-cel villamosított vasútvonal 319 km hosszú, megengedett maximális sebesség pedig 250 km/h. A vonalon hét állomás épült: Sicsiacsuang, Kaocseng, Hszincsi, Hengsuj, Lunghua, Töcsou és Csinan. Az építkezés 2009-ben kezdődött és 2018-ban fejeződött be. Folytatása a Csinan–Csingtao és a Sicsiacsuang–Tajjüan nagysebességű vasútvonal. A vonal része a Tajjüan–Csingtao nagysebességű vasútvonalnak.